# ديميتار ديميتروف
ديميتار ديميتروف (6 يناير 1990 بدوبنيتسا في بلغاريا - ) هو لاعب كرة قدم بلغاري في مركز الهجوم. لعب مع سسكا صوفيا وFC Oborishte Panagyurishte ‏ وماريك دوبنيتسا ‏ وOFC Bdin Vidin ‏ وFC Pirin Razlog ‏.

## روابط خارجية
- ديميتار ديميتروف على موقع قاعدة بيانات كرة القدم.إي يو (الإنجليزية)
- ديميتار ديميتروف على موقع Soccerway.com (الإنجليزية)